# Conigephyra flava
Conigephyra flava är en fjärilsart som beskrevs av George Thomas Bethune-Baker 1911. Conigephyra flava ingår i släktet Conigephyra och familjen tofsspinnare. Inga underarter finns listade i Catalogue of Life.